# Pig (pel·lícula del 2018)
Pig (persa: خوک) és una pel·lícula de comèdia iraniana del 2018 dirigida per Mani Haghighi. Va ser seleccionat per competir per l'Ós d'Or a la secció de competició principal del 68è Festival Internacional de Cinema de Berlín. Ha estat subtitulada al català.

## Argument
Un director de cinema està a la llista negra i no pot dirigir pel·lícules, cosa que l'obliga a dirigir anuncis. La seva actriu el deixa per seguir una carrera amb altres actors. Mentre això passa, els directors de cinema són assassinats un a un, amb el cap tallat i la paraula "porc" impresa al front. El director de cinema es pregunta per què l'assassí en sèrie no va venir darrere d'ell.

## Repartiment
- Hassan Majooni
- Leila Hatami
- Leili Rashidi
- Parinaz Izadyar
- Ali Mosaffa
- Meena Jafarzadeh
- Ainaz Azarhoush
- Soheila Razavi
- Siamak Ansari
- Mahnaz Afshar com ella mateixa
- Payman Maadi com ell mateix
- Vishka Asayesh com ella mateixa
- Saber Abar com ell mateix
- Mahsa Hejazi

## Premis
- Festival de Cinema Fantàstic Europeu d'Estrasburg 2018: Crossover de menció especial.[4]
- Festival du film grolandais 2018 : Amphore d'or a la millor pel·lícula.[5]
- LI Festival Internacional de Cinema Fantàstic de Catalunya: Premi al millor actor[6]